# Temple protestant de Caussade
Le temple protestant de Caussade est un lieu de culte situé 23 rue Clément-Marot à Caussade (Tarn-et-Garonne). La paroisse est membre de l'Église protestante unie de France.

## Historique
À la Renaissance, à partir de 1509, Caussade appartient au domaine de la femme de lettre humaniste Marguerite de Valois-Angoulême, sœur aînée du roi François Ier, à sa fille calviniste Jeanne d'Albret, puis au roi Henri IV, chef de fille des Huguenot pendant les Guerres de Religion. En 1562, Caussade est une place de sûreté protestante, dans l'orbite de Montauban. Pendant les Rébellions huguenotes, la ville est assiégée par les armées du cardinal de Richelieu, et Louis XIII ordonne de raser les fortifications.
Sous l'Ancien Régime, la communauté protestante est persécutée par la royauté absolue. Des familles s'exilent dans les pays du Refuge, comme Pierre du Calvet, magistrat qui fait carrière au Québec. Le pasteur itinérant François Rochette, formé au séminaire de Lausanne, anime des cultes réformés clandestins dans les environs de Caussade - au Désert. Il est arrêté en 1761, après une célébration nocturne à Bioule. Il est alors emprisonné au château de Caussade. Les gentilshommes verriers Henri, Jean et Joachim de Grenier tentent de le faire échapper et sont aussi arrêtés. On est alors en pleine procédure de l'affaire Calas. Condamnés à la peine capitale par le Parlement de Toulouse, ils sont exécutés le 19 février 1762,,.
En 1779, les protestants aménagent une grange en lieu de culte. Le temple est officialisé après la Révolution française et la Déclaration des droits de l'homme et du citoyen de 1789 qui permet la liberté d'expression et de culte. 
En 1875, le conseil presbytéral de Caussade entreprend la construction d'un nouveau temple dans le cadre du régime concordataire français. Marie Camille Léopold Gardelle (1835-1909), architecte diocésain de la ville de Montauban - et père de Camille Gardelle (1866-1947) - dresse les plans. L’Église est aujourd'hui membre de la paroisse du Bas-Quercy.

## Architecture
L'édifice est à plan basilical, en brique et pierres de taille.